# Gordon Apps
Gordon Apps (Lenham, 3 maggio 1899 – Peterborough, 24 ottobre 1931) è stato un aviatore inglese.
Il Tenente Gordon Frank Mason Apps fu un Asso dell'aviazione della prima guerra mondiale nato in Gran Bretagna e accreditato con 10 vittorie aeree. Dopo aver lavorato per la Imperial Wireless Chain in Inghilterra nel dopoguerra, è tornato in Canada e si è unito alla nascente Royal Canadian Air Force. Ha eseguito lavori pionieristici di indagini fotografiche aeree mentre si trovava nella RCAF.

## Biografia
Gordon Frank Mason Apps è nato il 3 maggio 1899 a Lenham, nel Kent. Era il secondo più anziano dei quattro figli di Kate Helena e Henry Apps, un ispettore sanitario. Gordon Apps ha prima frequentato la locale Lenham School, poi la Sutton Valence School, a Sutton Valence, vicino a Maidstone. Una volta diplomatosi, ha lavorato per circa un anno e mezzo presso la fabbrica di motori e munizioni Tilling-Hastings.

### Prima guerra mondiale
Gordon Apps ha seguito il fratello maggiore negli Artists Rifles nel 1917; si è trasferito al Royal Flying Corps a fine agosto. La sua formazione lo portò successivamente al No. 2 Officer Cadet Wing e alla No. 2 School of Instruction ad Oxford prima di trasferirsi al No. 9 Training Squadron a Norwich per l'addestramento al volo sui Maurice Farman 14 Shorthorns e Farman MF.7 Longhorns. Dopo aver volaato da solo, è andato alla RAF Turnberry's Gunnery School, nell'Ayrshire Meridionale, poi alla RAF Ayr's Fighting School vicino all'Aeroporto di Prestwick. Poi è andato a Shawbury, 13,5 km a nord-est di Shrewsbury, per perfezionare le sue abilità in entrambi i 67 e 10 Training Squadron. Il 22 novembre 1917 fu inviato in Italia per unirsi al No. 66 Squadron RFC dal 29 dicembre 1917.
L'11 marzo 1918, era di pattuglia a 14.000 piedi (4.300 m) di altitudine con Alan Jerrard e Peter Carpenter quando attaccarono una mezza dozzina di aeroplani nemici. Apps ne ha mandato uno fuori controllo; Carpenter lo vide cadere in un profondo canalone. Più tardi quel mese, il giorno 28, Apps sparò 300 colpi di mitragliatrice su un Albatros D.III nemico, inseguendolo in picchiata da 3.000 metri (3.000 m) a soli 400 piedi (120 m); è stato accreditato con il suo abbattimento su Spresiano.
Il 4 maggio 1918, Apps abbatte un Albatros nemico in fiamme sulle rive del fiume Piave e ne abbatté un altro sparandogli. Quest'ultimo nemico usciva dal relitto solo per essere sfidato da un altro pilota britannico; questa vittima fu probabilmente l'asso dell'Impero austro-ungarico Andreas Dombrowski. Il 24 maggio, Apps è diventato un Asso dell'aviazione mentre volava come gregario del famoso asso William George Barker, accreditato con un altro Albatros D.III abbattuto.
Apps vinse sia la mattina che la sera del 21 giugno 1918, distruggendo un Albatros D.V e facendone cadere uno fuori controllo. Una settimana dopo, ha distrutto un Albatros D.III. Il 13 luglio, ha distrutto un caccia austro-ungarico Aviatik D.I. Il 16, ha condiviso la fozata caduta di un aereo da ricognizione a due posti nemico senza controllo per la sua decima vittoria.
Il giorno dopo la sua ultima vittoria, il 17 luglio 1918, Apps fu ferito da schegge antiaeree. Il 2 agosto è stato inviato in Francia per il trattamento al 62 General Hospital. Quando è stato dimesso il 5 settembre, è rientrato in servizio con il suo squadron di origine. Trascorse un breve periodo con loro, durante il quale rivendicò una vittoria non confermata il 16 settembre.
Ha ricevuto una Distinguished Flying Cross per le sue imprese promulgata nella Gazzetta di Londra il 21 settembre 1918:
Un aviatore audace ed abile che nelle recenti operazioni ha distrutto sei aerei nemici, colpendone due in un solo volo. Mostra una spiccata determinazione e devozione al dovere.
Apps poi torna in Inghilterra. Ha trascorso il novembre ed il dicembre del 1918 in un corso wireless a Penshurst, 5 km ad ovest di Tonbridge. Ha poi servito con il 50 Squadron fino alla dimissione il 19 marzo 1919.

### Il dopoguerra
Per circa due anni e mezzo dopo la guerra, Apps ha supervisionato un team di costruzione di circa 100 persone nella costruzione dell'Imperial Wireless Chain. Seguì un lavoro a breve termine in Canada. Nel frattempo, Apps ha fatto domanda alla Royal Canadian Air Force. Si unì al suo vecchio comandante "Billy" Barker nella nuova aviazione il 19 marzo 1924. Dopo una serie di incarichi a Winnipeg, Victoria Beach a 100 km a nord di Winnipeg, Barrie e Norway House 190 km a sud si Thompson (Manitoba), fu assegnato ad un progetto di indagini aeree nel 1926, con l'incarico di fotografare 25.000 miglia quadrate (65.000 km2) nel distretto dei laghi rossi dell'Ontario.
Apps sposò Norma Clairs Kennedy alla RCAF Station Winnipeg il 10 dicembre 1927. Tre anni dopo, fu mandato a RAF Calshot, nell'Hampshire, per un corso tecnico. Trascorse dal 15 dicembre 1930 al 19 gennaio 1931 in congedo in Inghilterra. Il corso si è svolto dal 20 gennaio ad aprile ed Apps ha preso un'altra licenza post-corso. Suo padre Henry Apps morì durante questo periodo; questo potrebbe essere stata la ragione per alcune delle ferie. Dal 28 maggio 1931, Gordon Apps era tornato al servizio nella RCAF a Camp Borden nell'Ontario.
Il 24 ottobre 1931, Apps stava volando sul Fairchild 71 n. 114 con il sergente Frank Hand a bordo. Apps si è schiantato fatalmente durante l'atterraggio all'aeroporto di Peterborough (Canada). La sua sepoltura, accompagnata da una scorta militare della RCAF, si è tenuta a Winnipeg presso la cappella Thompson Mortuary. Fu sepolto a St. Johns, nel Manitoba.